# NGC 7828
NGC 7828 (również PGC 483) – galaktyka nieregularna znajdująca się w gwiazdozbiorze Wieloryba. Odkrył ją w roku 1886 Francis Leavenworth. Wraz z sąsiednią galaktyką NGC 7829, z którą oddziałuje grawitacyjnie, stanowi obiekt Arp 144 w Atlasie Osobliwych Galaktyk Haltona Arpa.